# Phaea astatheoides
Phaea astatheoides är en skalbaggsart som beskrevs av Francis Polkinghorne Pascoe 1866. Phaea astatheoides ingår i släktet Phaea och familjen långhorningar. Inga underarter finns listade i Catalogue of Life.